# Kolej Jekateryninska
Kolej Jekateryninska (ros. Екатерининская железная дорога, Jekatierininskaja żeleznaja doroga) – historyczna kolej w Imperium Rosyjskim, zbudowana między 1882 a 1904 rokiem, łącząca Donieckie Zagłębie Węglowe z Krzyworoskim Zagłębiem Rud Żelaza, na terenie obecnej Ukrainy.
Kolej przechodziła przez obszary guberni charkowskiej, chersońskiej, taurydzkiej, jekaterynosławskiej, Obwodu Wojska Dońskiego. Odgrywała dużą rolę w rozwoju przemysłu metalurgicznego na południowym obszarze Imperium Rosyjskiego i w eksporcie jego produktów. Kolej Jekateryninska od początku była własnością państwa.

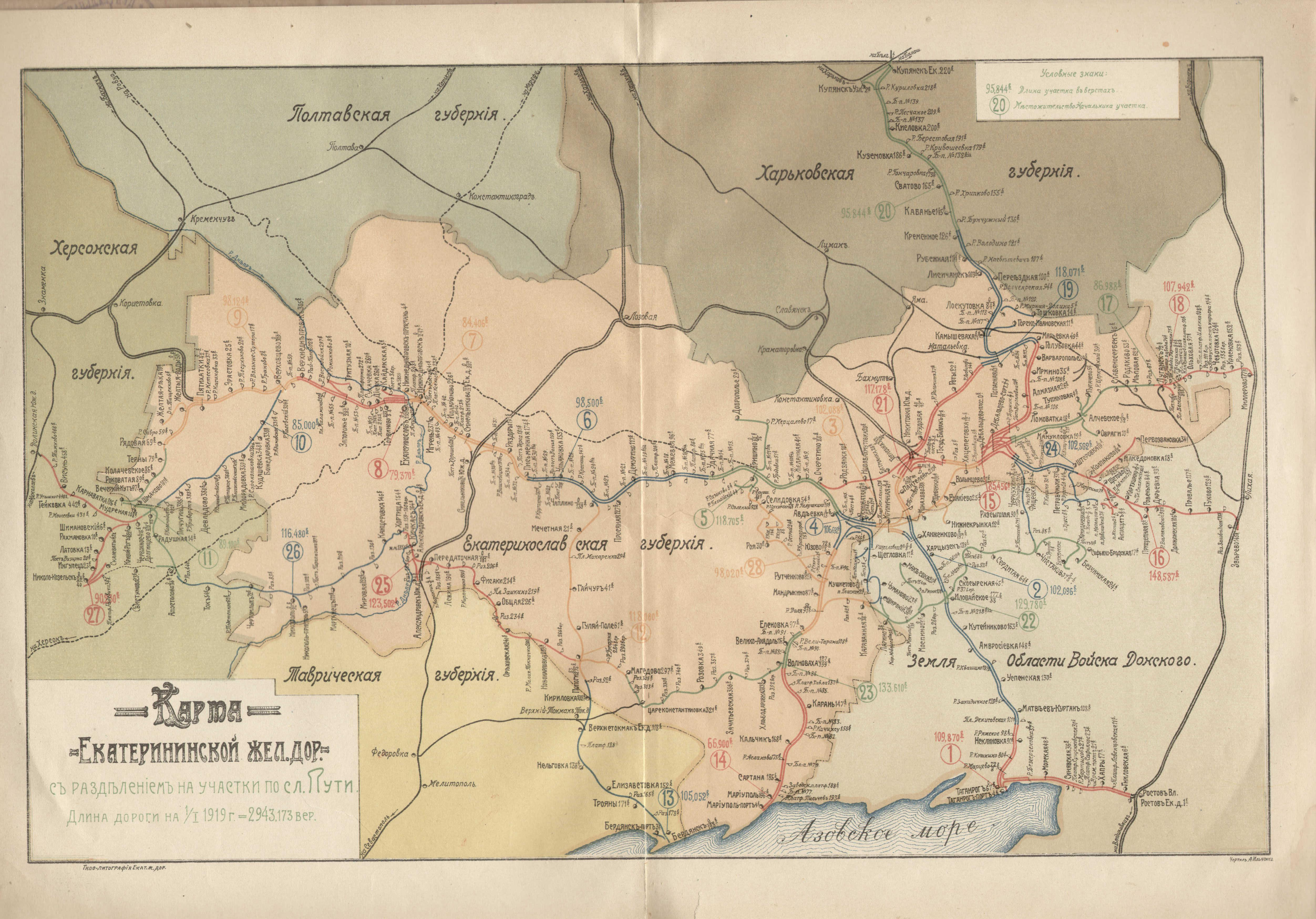
Kolej Jekateryninska w 1919 r.

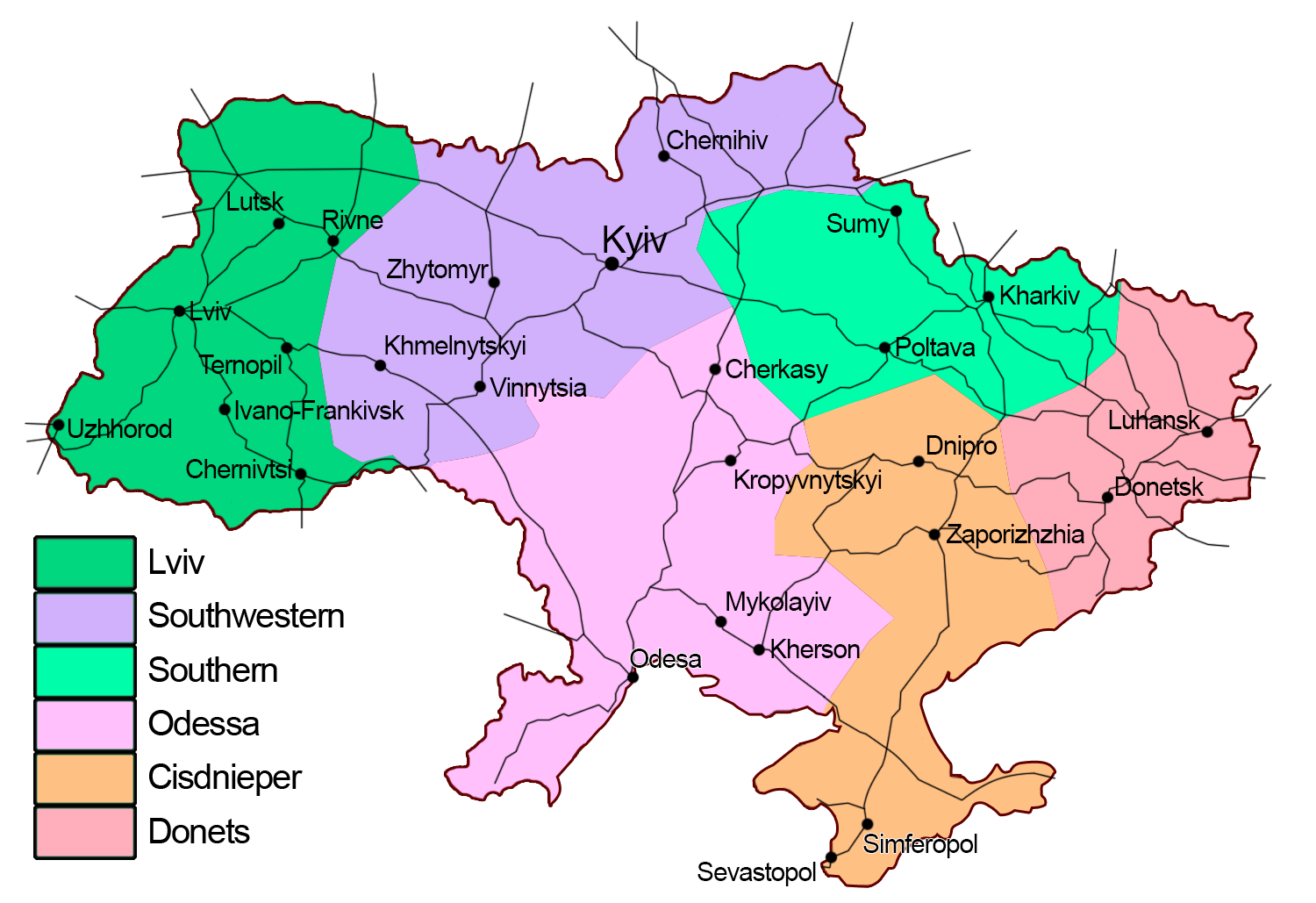
Obecna sieć kolejowa Ukrainy

Główne linie (w nawiasach data otwarcia):
- Rostów nad Donem – Gorłówka (1869)
- Debalcewo – Zwieriewo, Debalcewo – Mariupol (1882)
- Jasynuwata – Synelnykowe – Jekaterynosław (obecny Dniepr) – Dołynśka (1884)
- Dowhyncewe (ob. część Krzywego Rogu) – Werchiwcewe, Debalcewo – Millerowo, Czapłyne – Berdiańsk (1898)
- Debalcewo – Kupiańsk (1901)
- Dowhyncewe – Wołnowacha (1904)

W 1913 r. długość linii wynosiła 2827 wiorst (3045 km), w tym 1062 wiorst (1144 km) linii dwutorowych. Tabor obejmował 1250 parowozów, 37 072 wagonów towarowych i 995 pasażerskich.
Kolej posiadała duże warsztaty kolejowe w Jekaterynosławiu (największe w Rosji) oraz mniejsze w innych miastach. Na początku XX wieku była koleją o najintensywniejszym ruchu towarowym w Rosji. Z większych obiektów inżynieryjnych, w przebiegu kolei był m.in. most na rzece Dniepr w Jekaterynosławiu i most na Ingulcu.
Kolej utrzymywała 18 szkół kolejowych.
Po zdobyciu władzy przez bolszewików na skutek rewolucji październikowej, kolej została w maju 1918 włączona do sieci kolei podległych Ludowemu Komisariatowi Transportu (NKPS).